# Courtraisis

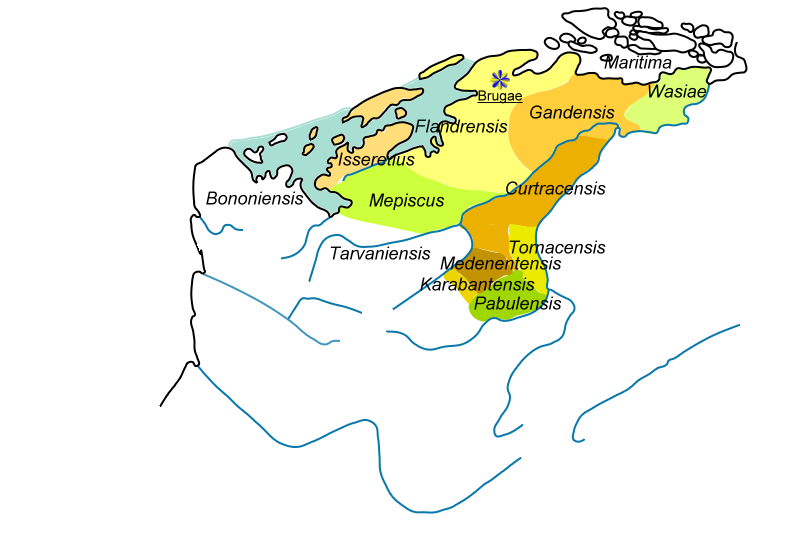
Pagi réunis pour former le marquisat de Flandre.

Le Courtraisis est le pays de Courtrai.
À l'origine, vers 723,le Courtraisis est un pagus de la civitas des Ménapiens (pagus Curtracensis ou Listrigau, d'après le nom de la Lys). Il était compris entre l'Escaut et la Lys. 
Le pagus Curtracensis paraît avoir été limité primitivement par la Lys, depuis Gand jusqu'à l'embouchure de la Mandel, par la Mandel jusque vers Izegem, par une ligne qui embrassait Rollegem, Ledegem, Dadizele (en partie), Geluwe (en partie), Houthem, Wervik, la Lys jusqu'à Deûlémont, la Deûle et la Marque jusque vers Tressin ; à l'est il était borné, semble-t-il, par le Tournaisis et l'Escaut. L'ancien pagus Curtracensis correspondait aux trois doyennés de Courtrai, Helchin et Audenarde.
En 853, on trouvait à la tête de ce pagus un comte nommé Enguerrand, qui administrait également les pagi de Gand et de Tournai. Ce comte fut disgracié par Charles le Chauve peu avant 866, date à laquelle le pagus de Courtrai fut intégré au marquisat de Flandre. Le Courtraisis a cependant gardé ses comtes particuliers, subordonnés au marquisat. Après la mort du dernier d'entre eux, Eilbodon, Baudouin IV réunit directement le Courtraisis à son domaine et y installa un châtelain.
Aujourd'hui, le Courtraisis est le nom donné à la région entourant Courtrai.

## Les comtes de Courtrai
- Enguerrand (853)
- Eilbodon (au commencement du XIe siècle)[7]